# Ideopsis hewitsonii
Ideopsis hewitsonii је врста лептира из породице шаренаца (лат. Nymphalidae).

## Распрострањење
Ареал врсте је ограничен на једну државу. Индонезија је једино познато природно станиште врсте.

## Угроженост
Ова врста се сматра угроженом.